# Olé Olé
Olé Olé fue un grupo de música español, de estilo pop, formado a principios de la década de 1980 y por cuyas filas han pasado cantantes como Vicky Larraz, Marta Sánchez y Sonia Santana, estas dos últimas en activo como solistas.

## Historia

### Los inicios del grupo: Vicky Larraz 1982-1985
La historia de «Olé Olé» se inicia en 1982, cuando la discográfica CBS decidió crear un nuevo grupo de tecno-pop en la línea de Mecano. El encargado de elegir a los miembros fue el productor argentino Jorge Álvarez, productor también de los primeros discos de Mecano.
Es así como se reunieron Luis Carlos Esteban, que procedía del grupo «Trastos», Emilio Estecha, del grupo «Plástico» y Juan Tarodo. Como cantante eligieron a Vicky Larraz. El argentino Gustavo Montesano se incorporó poco después. En su país había formado parte del grupo de rock Crucis.
El lanzamiento de «Olé Olé» fue con «No controles», la canción que Nacho Cano regaló al grupo. «No controles» se publica en febrero de 1983 y se convirtió en un éxito inmediato y lanzó al grupo a la popularidad. Esta canción fue también un éxito en Italia.
El segundo sencillo fue una canción que seguía la misma línea tecno-pop, «Dame». En la grabación y promoción del mismo ya se incorporó Gustavo Montesano.
Tras estos dos sencillos de adelanto se publicó su álbum homónimo, «Olé Olé», producido, como todos los siguientes, por Jorge Álvarez y con arreglos de Luis Cobos. Los temas fueron compuestos por Luis Carlos Esteban y Gustavo Montesano.
Su siguiente éxito fue la versión que el grupo hizo del tema «L'amour est un oiseau rebelle», de la ópera «Carmen» de Bizet, «Conspiración». De este tema también se grabó una versión en inglés, «Conspiracy», que se publicó en Europa, lo que les permitió realizar una gira promocional por diversos países del continente. «Conspiración» fue su primer número 1 en la lista de Los 40 Principales. El cuarto y último sencillo de este álbum fue «Adrenalina». Realizaron una extensa gira por todo el país dando a conocer este trabajo, que fue un éxito y aumentó las ventas del mismo.
«Voy a mil», el segundo álbum del grupo, apareció en 1984 y se presentó con el sencillo del mismo título. Se convirtió en un nuevo éxito y en él Vicky Larraz demuestra de nuevo su poderío vocal y una gran energía en cada una de sus actuaciones. El segundo sencillo fue la versión «Caminemos». Solamente se extrajeron dos sencillos de este trabajo. Quedaron escondidas para el gran público canciones tecno-pop como «Un golpe de suerte», «Pasos de mujer» o «Desaparecidos», entre otras. El álbum fue un éxito, aunque en menor medida que el primero.
Tras finalizar la gira de ese año, Vicky Larraz y Luis Carlos Esteban decidieron abandonar el grupo. Vicky, artista inquieta y de gran creatividad, sentía muy limitado su potencial artístico dentro del grupo, donde no podía componer. De este modo inició una carrera en solitario. Luis Carlos Esteban se convirtió en uno de los productores y compositores más reputados de España.

### Éxito en Hispanoamérica: Marta Sánchez 1985-1991
El éxito había acompañado al grupo desde sus inicios, pero en ese momento se sometieron a una prueba de fuego: debieron demostrar que podían sobrevivir al abandono de una cantante carismática, Vicky Larraz, y de uno de sus principales compositores, Luis Carlos Esteban. Pero de nuevo la fortuna estuvo de su lado y contaron con el apoyo de una nueva casa de discos, Hispavox. La nueva voz, Marta Sánchez, llegó procedente del grupo Cristal Oskuro.
A finales de 1985 presentaron a la nueva cantante con el lanzamiento del sencillo y maxi «Lilí Marlén» (versión de la canción alemana «Lili Marleen»), que empezó a sonar en todas las emisoras de radio y televisiones, destacando el relevo simbólico que Vicky Larraz dio a Marta Sánchez cuando el grupo acudió al programa de TVE «Tocata», del cual Vicky era presentadora en esa época. El éxito les volvió a sonreír y esto propició el lanzamiento de su tercer álbum en 1986, bajo el título de «Bailando sin salir de casa».
Así se llamó también el segundo sencillo extraído del disco, un tema compuesto por Marcelo Montesano, hermano de Gustavo, que ocuparía el lugar de Luis Carlos Esteban como teclista y compositor del grupo.
El tercer sencillo fue una balada compuesta por Gustavo Montesano, «Déjame sola», una de las canciones más apreciadas del disco. El cuarto y último sencillo fue de nuevo un tema de Marcelo, «Yo no me subo al coche de cualquiera».
El álbum llegó a ser disco de oro (más de 50.000 copias vendidas). Marta Sánchez comenzaba a ser una cantante muy conocida y el grupo había funcionado con su nueva formación.
Marta decidió de la noche a la mañana teñirse de rubia platino. Esto asusta a la compañía y a sus compañeros, pero sirve como nuevo planteamiento para la imagen y título del cuarto álbum del grupo, «Los caballeros las prefieren rubias». En la primavera de 1987 comenzó a sonar «Sola (con un desconocido)», que se convirtió en su nuevo número 1 y colocó el álbum en el top 20 de los discos más vendidos de España. Llegaron a superar el disco de platino (más de 150.000 copias vendidas). El segundo sencillo fue «Yo soy infiel», un tema lleno de energía que Marta interpreta demostrando que era una artista completa cuya voz mejoraba con el tiempo.
A comienzos de 1988 se extrajo el último sencillo del álbum, «Secretos», un tema bailable que se convirtió en un éxito instantáneo: alcanzó el número 1 de la lista de Los 40 Principales en su segunda semana.
Pero además de los temas extraídos como sencillos también sonaron otras canciones del disco en radio y televisión, como la versión de la canción italiana «La Bámbola», que consiguió notable éxito, «Ansiedad» o «Poema en el avión».
El nuevo disco, «Cuatro hombres para Eva», se convirtió en otro éxito y volvió a superar el disco de platino. La mayoría de las canciones estaban hechas a la medida de la nueva imagen sexy de Marta. El ejemplo más claro fue «Supernatural», su nuevo sencillo, que se convirtió en número 1 a lo largo del verano de 1988. En estos meses «Olé Olé» fue el grupo que más conciertos realizó por toda la península.
También en esos momentos comenzó la conquista de Hispanoamérica, donde el grupo empezaba a adquirir una notable popularidad.
Los demás sencillos que dieron vida al álbum serían «Vecina», «Sólo es un viaje» y «Búscala». La versión realizada en esta ocasión fue el bolero «Quizás, quizás, quizás». «Olé Olé» y Marta Sánchez eran el grupo más popular del momento junto con Mecano.
Tras terminar la gira de este disco, Emilio Estecha decidió abandonar el grupo para dedicarse a la informática.
Su sexto álbum llevó el escueto título «1990». Se marcharon a Estados Unidos a grabar bajo las órdenes de Jorge Álvarez, su productor habitual y de Nile Rodgers, un reputado productor norteamericano que había formado parte del grupo Chic y había producido a cantantes como Madonna. Nile Rodgers compuso y produjo para «Olé Olé» dos canciones, «Te daré todo» y «Soldados del amor». Esta última se convirtió en el primer sencillo del nuevo disco y en uno de los éxitos del verano de 1990, colocando además el álbum en el top 5 de la lista de ventas en España. «1990» fue el disco más vendido de «Olé Olé», superando el doble platino (más de 200.000 copias).
La presentación del disco en televisión se llevó a cabo en el programa de Concha Velasco «Viva el espectáculo», donde Marta interpreta los tres primeros sencillos del álbum, «Soldados del amor», «Con sólo una mirada» y, ante una emocionada y agradecida presentadora, «La chica yeyé», canción que Concha popularizó en los años 60. El cuarto sencillo, ya a comienzos de 1991, fue «Te daré todo». Realizaron una gira de conciertos en los veranos de 1990 y 1991, tanto por España como por Hispanoamérica. Además, se grabó una versión en inglés de «1990», con 5 temas en dicho idioma, aunque no se llegó a promocionar. También a finales de 1990 «Olé Olé» fue elegido para viajar al golfo Pérsico y actuar ante las tropas españolas destacadas en la Guerra del Golfo. Marta interpretó diversas canciones y animó a los soldados, como ya hizo Marilyn Monroe en la Guerra de Corea en 1954 o Rosa Morena en la Marcha Verde en 1975. El concierto fue transmitido por TVE en las navidades de ese año.
A finales de 1991 Marta Sánchez decidió emprender su carrera en solitario.
De nuevo, y tras 6 discos de éxito, «Olé Olé» se quedó sin cantante.

### Tercera cantante: Sonia Santana 1992-1993
Los chicos de Olé Olé tenían bien claro que eran un grupo y que si habían sobrevivido al abandono de su primera cantante podrían superar la marcha de Marta Sánchez. Así pues, convocaron un concurso a nivel nacional en la revista El Gran Musical para elegir a su tercera cantante. Sin embargo, ni Marcelo ni Gustavo estaban de acuerdo con que la elección se hiciera así y ellos propusieron a la cantante Esther Álvarez, con quien incluso grabaron algunas maquetas.
La afortunada fue Sonia Santana, una joven cantante canaria. Con ella grabaron en 1992 Al descubierto, el que fue su séptimo y último álbum.
Al descubierto fue un disco que suponía un paso hacia la madurez del grupo sin perder la esencia característica de su música. La voz melodiosa y dulce de Sonia acompañó a canciones como No mueras posibilidad o Volaba yo, que fueron los dos primeros singles del disco.
Como tercer sencillo promocionaron Pero también te deseo, un tema elegante y al más puro estilo Olé Olé. El cuarto sencillo, Adiós, apenas se llegó a promocionar. Se trataba de una canción compuesta por Marcelo Montesano acerca del fenómeno de la inmigración. Los seguidores de Olé Olé se mantuvieron incondicionales y aceptaron a Sonia como una apuesta de futuro para el grupo.
El grupo obtuvo un éxito relativo, alcanzó el disco de oro por 50.000 copias vendidas y realizaron una gira en España y América presentando el trabajo.
Pero en esta ocasión no hubo suerte. Desencuentros entre Sonia y los chicos propiciaron el despido de la cantante, dejando al grupo de nuevo sin voz.
Esta vez no hubo continuación y este fue el final de una destacada trayectoria que abarcó más de diez años del pop español. Sus componentes se dedicaron desde de entonces a diversos proyectos en solitario, labores ligadas en la mayor parte de los casos a la producción y composición de canciones para otros artistas.

### Olé Olé 2016: Regreso con sus miembros originales
En noviembre de 2016 Olé Olé se reunió de nuevo y publicó "Duetos sin control", un disco de grandes éxitos revisados e interpretados por Vicky Larraz junto a otros artistas como Paloma San Basilio, Modestia Aparte, Falete, Daniel Diges o Rocko. Se publicó bajo el sello Rama Lama Music y fue producido por Alejandro de Pinedo. El grupo fue liderado por Vicky Larraz junto a Gustavo Montesano, Marcelo Montesano y Emilio Estecha. Participan también sus otras dos cantantes, Marta Sánchez y Sonia Santana. Marta Sánchez interpretó a dúo con Vicky Larraz la canción "Búscala" y Sonia Santana cantó con Vicky "Yo soy infiel". En febrero de 2017 de editó "En control", de nuevo sus grandes éxitos, pero esta vez interpretados solo por Vicky Larraz. Tan solo se mantuvo el dueto "Búscala" con Marta Sánchez. Este regreso supuso también su vuelta a los escenarios en  2017 . El 16 de marzo de 2017 Olé Olé actuó en la sala Joy Eslava de Madrid y en junio de ese mismo año fueron uno de los grupos destacados del World Pride 2017 que se celebró en Madrid.
A lo largo de 2017 Olé Olé publicó varios singles y EP solo en formato digital: "Olé Olé 2.0" que incluyó dos nuevas revisiones de sus éxitos, "Déjame sola" y "Supernatural", de nuevo producidas por Alejandro de Pinedo; una nueva versión de "Bravo Samurai" y otra versión de "Víctimas del desamor", homenaje al grupo Vídeo. Debido a sus compromisos familiares y profesionales en Argentina, Marcelo Montesano decidió abandonar el grupo. En su lugar, entra un nuevo músico, Pedro Roncero. Mientras tanto, siguieron realizando varios conciertos por toda la geografía española. En enero de 2018 reunieron de nuevo a sus fanes en la sala Galileo de Madrid para repasar todos sus grandes éxitos.

### Olé Olé 2.0
En marzo de 2018 se realizaron cambios importantes que dieron por finalizado el regreso de toda la formación original. Vicky Larraz inició una etapa distinta bajo el nombre de Olé Olé 2.0. Junto a ella continuaron Emilio Estecha como bajista del grupo y sustituyendo a los miembros originales de Olé Olé se mantuvo Pedro Roncero en los teclados, que ya estaba sustituyendo a Marcelo Montesano desde hacía unos meses tras el regreso de este a Argentina, y Pedro Vela como guitarrista, ocupando el lugar de Gustavo Montesano. Publicaron el sencillo digital "Hoy quiero confesar", una versión pop de la canción que había popularizado la tonadillera Isabel Pantoja en los años 80 y que compuso José Luis Perales. Olé Olé 2.0 inició una gira a lo largo de 2018 por toda la geografía española, incluyendo actuaciones dentro de la gira del proyecto "Yo fui a EGB".

### Vicky Larraz y Olé'Star
Vicky Larraz sigue adelante en el mundo de la música y en noviembre de 2018 le da un nuevo nombre a la anterior formación: Olé'Star. Los integrantes son los mismos que en Olé Olé 2.0: Vicky Larraz (voz), Emilio Estecha (bajo), Pedro Roncero (teclados) y Pedro Vela (guitarra). Su primera grabación publicada en plataformas digitales a comienzos de diciembre de 2018 es "Regala", una canción con sonido navideño que supone un canto a la vida y a la solidaridad. Publican a lo largo de 2019 nuevos singles digitales con versiones de sus grandes éxitos o de otros artistas: "Solo promesas", canción incluida en el álbum "Huracán" de Vicky Larraz en 1989 y "Dressed up", versión de uno de los primeros temas de Madonna. 
La formación modifica su denominación, añadiendo el nombre de su cantante delante del grupo y además, Pedro Roncero abandona la formación. Vicky Larraz y Ole'star" siguen adelante a largo de 2019, ofreciendo diversos conciertos por toda España y publicando nuevos singles digitales. "Seré luz" es un tema instrumental inédito. Posteriormente aparecen nuevas versiones: "No controles", "Soldados del amor" (featurin Layonel).

## Los miembros y el grupo después de Olé Olé

### Carreras en solitario
Los primeros en abandonar el grupo fueron Luis Carlos Esteban y Vicky Larraz en 1985, el primero agotado por las extensas giras y deseoso de trabajar como productor y arreglista, mientras que Vicky Larraz deseaba empezar su carrera solista. A finales de los 80 empezó a trabajar en la televisión de Miami, lugar donde reside actualmente y donde ha continuado con su trabajo de presentadora. En la primavera 2010 regresó al mundo de la música con dos canciones inéditas incluidas en el EP "Contigo otra vez" y que continúa en 2012 con el sencillo "Earthquake" y con "Llévatelo todo" en 2015.
Desde que en 1991 Marta Sánchez abandonó Olé Olé empezó una carrera en solitario que se prolonga ya varias décadas.
Sonia Santana, después de "Al Descubierto" en 1993, se queda en Miami. Desde entonces colabora en España ocasionalmente, su actividad habitual es en Londres, La Habana, Nueva York y París. Solo graba álbum en solitario en 2003: "Sonia Santana, Havana Dreams". En los demás discos es voz de los grupos Vertente y Jazztronik con músicos como Davide Giovannini o Ryota Nozaki; de The Saratoga Band y de Empty Boat. Todos ellos en estilos diferentes al Pop.
Luis Carlos Esteban, Gustavo Montesano, Juan Tarodo y Marcelo Montesano se han dedicado a producir y escribir canciones para otros grupos.

La discografía de Olé Olé con Vicky Larraz fue reeditada en 2000 por Luis Carlos Esteban bajo la discográfica Sony. Incluyó diversas canciones inéditas, como caras B de singles, temas instrumentales y en inglés. A partir del disco "Bailando sin salir de casa" la discografía está bajo los derechos de EMI Music, que reeditó su discografía en 2003.

### El reencuentro fallido: Marta Domínguez 2007
Catorce años después la historia musical de Olé Olé resurgió a lo largo de 2007 en la que se denominó "Fase 4" del grupo.
En un principio iba a ser Vicky Larraz la que volviera a liderar el grupo, acompañada de Marcelo y Gustavo Motesano, Emilio Estecha y Luis Carlos Esteban, pero diferencias de criterio entre la cantante y el resto de los componentes hicieron que ella se retirase del proyecto. La idea inicial consistía en grabar un disco con canciones inéditas e incluir solo dos o tres versiones de sus grandes éxitos, una de las cuales, "Voy a mil", llegó a grabarse. Pero a medida que avanzaba, se apostó solo por incluir tres canciones nuevas y completar el disco con revisiones de sus clásicos. Por esta razón Vicky Larraz abandonó. Los miembros del grupo decidieron continuar y eligieron a una nueva cantante. Por motivos que no han trascendido, también se apearon del proyecto Marcelo Montesano y Emilio Estecha, quedando reducido Olé Olé a un trío en esta fase 4: Luis Carlos Esteban, Gustavo Montesano y Marta Domínguez. La nueva cantante era una joven tinerfeña que renunció a su título de Miss Tenerife 2006 para incorporarse al grupo.
En abril de ese mismo año publicaron su octavo trabajo: "Grandes éxitos y otras terapias de grupo", donde el grupo presentó 3 nuevos temas (Amor de Aire, Sol de lupanar y Perdidos en el mal) y 9 grandes éxitos revisados en la voz de Marta Domínguez. Su primer y único sencillo fue una canción de Gustavo Montesano, "Amor de aire".
Ellos mismos produjeron este disco que fue publicado por el Sello Autor. Realizaron unas pocas actuaciones promocionales en diversas televisiones y un par de conciertos para seguidores y amigos. Sin embargo, diversas circunstancias hicieron que este proyecto no funcionara y pocos meses después se dio por concluida la fase 4. Apenas lograron vender 8.000 copias.

### Grandes éxitos 2010
En marzo de 2010 se publicó por vez primera un recopilatorio que reunió todas las etapas del grupo bajo el sello de EMI. Se trata de un CD + DVD que incluyó los vídeo-clips del grupo y diversas actuaciones realizadas en televisión española. El disco alcanzó el puesto número 3 en la lista de álbumes de Itunes y el número 37 en la lista de ventas de discos de Promusicae. Aprovechando el lanzamiento de este recopilatorio, Juan Tarodo y Jorge Álvarez (batería y productor del grupo) inauguraron una nueva web oficial de Olé Olé, con la que pretendieron impulsar y celebrar el recuerdo del grupo, además de publicar la biografía "Olé Olé. Love Pop" con la que se alcanzaron varias ediciones antes de la desaparición de ambas figuras.

### Reunión en 2013
En marzo de 2013 la mayoría de los componentes se reunió para celebrar el 30.º aniversario del grupo. La ocasión tuvo lugar en el programa de Tele 5 "Qué tiempo tan feliz", presentado por María Teresa Campos. Durante tres horas se repasó la trayectoria de Olé Olé y sus cantantes Vicky Larraz y Sonia Santana interpretaron algunas canciones.
Tan solo dos meses después de la celebración del 30.º aniversario del grupo se produjo el inesperado fallecimiento de su batería y fundador Juan Tarodo, Olé Olé decidió reunirse para rendir homenaje a su amigo y compañero. En esta etapa formaron parte de Olé Olé, Vicky Larraz, Sonia Santana, Emilio Estecha, Marcelo Montesano y Gustavo Montesano.
El 12 de diciembre vio la luz "Por ser tu", el nuevo sencillo de Olé Olé, tributo a Juan Tarodo, una balada pop escrita por Vicky Larraz y Gustavo Montesano y producida por Javier Losada. Junto con el sencillo se lanzó el videoclip grabado en blanco y negro, donde Vicky Larraz y Sonia Santana cantan a dúo mientras a sus espaldas, aparecen imágenes de Juan Tarodo con ellos.
El 17 de diciembre salió a la venta la edición física limitada del sencillo "Por ser tú", que alcanzó el número 1 en Itunes y en la lista de ventas de FNAC y entró en el puesto 34 de los sencillos más vendidos en España.

### Reedición de toda su discografía en 2014 y 2015
En abril de 2014 Rama Lama Music reeditó toda la discografía de Olé Olé en dos CDs dobles.
El primero contenía los dos discos que grabaron con Vicky Larraz y el último con Sonia Santana. Se incluyeron diversas rarezas y caras B de los dos primeros discos, así como "Amor de aire", tema grabado en 2007 con Marta Domínguez.
El segundo CD incluía los cuatro álbumes que grabaron con Marta Sánchez.
Así mismo, en 2014 apareció un nuevo recopilatorio de grandes éxitos titulado "La colección definitiva" cuyo listado de canciones es el mismo que "Grandes éxitos 2010". Tan solo había un cambio: "Amor de aire" fue sustituido por "Por ser tú".
En 2015 su primera cantante, Vicky Larraz, publica un box set de siete CDs titulado "Llévatelo todo" (Rama Lama Music) que incluye los dos primeros discos de Olé Olé y varias rarezas del grupo: un concierto preparación de la gira de 1983, la versión en inglés de "No controles" titulada "No surrender", la maqueta que Vicky Larraz grabó de "Lilí Marlén" y la versión en inglés del tema "Mirando la luna por la ventana" titulada "Moon" y no publicada anteriormente. También ven luz en este box set los temas que Vicky Larraz grabó con Olé Olé durante 2006 y que finalmente no vieron la luz en su día porque el proyecto se truncó: "Nadie como yo" y su versión en inglés, "Better you"; "Sol de lupanar" y "Voy a mil 2007". "Nadie como yo" se convertiría posteriormente en "Amor de aire" en la voz de Marta Domínguez.

## Integrantes
- Vicky Larraz (voz, 1983-1985, 2013, 2016-2018).
- Juan Tarodo † (batería, 1983-1993).
- Emilio Estecha (bajo eléctrico, 1983-1991, 2013, 2016- ).
- Luis Carlos Esteban (teclados, 1983-1985, 2007).
- Gustavo Montesano (guitarra, 1983-1993, 2007, 2013, 2016-2018).
- Marta Sánchez (voz, 1986-1991).
- Marcelo Montesano (teclados, 1986-1993, 2013, 2016-2017).
- Sonia Santana (voz, 1992-1993, 2013).
- Marta Domínguez (voz, 2007).

## Discografía

### Álbumes
Álbumes de estudio:
- 1983: Olé Olé
- 1984: Voy a mil
- 1986: Bailando sin salir de casa
- 1987: Los caballeros las prefieren rubias
- 1988: Cuatro hombres para Eva
- 1990: 1990
- 1992: Al descubierto

En otros idiomas:
- 1991: Olé Olé (1990 en inglés)

EPs:
- 2017: Olé Olé 2.0 (EP con dos canciones en formato digital)

Álbumes recopilatorios:
- 1991: Un golpe de suerte y otros grandes éxitos
- 1995: Lo mejor de los mejores: Olé Olé
- 2000: No controles
- 2001: Todas sus grabaciones en CBS (1983-1984)
- 2001: Lilí Marlén: Grandes éxitos
- 2007: Grandes éxitos y otras terapias de grupo (fase 4)
- 2010: Grandes éxitos (CD + DVD)
- 2014: Olé Olé Vol. 1 (1983-1984 y 1992) Todas sus grabaciones con Vicky Larraz y Sonia Santana
- 2014: Olé Olé Vol. 2 (1986-1990) Canciones y glamour. Todas sus grabaciones con Marta Sánchez
- 2014: Olé Olé: La colección definitiva
- 2015: Vicky Larraz: Llévatelo todo (1983-2015). Incluye los discos de Olé Olé: Olé Olé (1983) y Voy a mil (1984). Además, el siguiente material nunca antes publicado: Concierto de 1983, los 4 temas grabados por Olé Olé en 2006 y numerosas rarezas.
- 2016: Sin control (duetos)
- 2017: En control

### Sencillos
| Año  | Canción                              | Álbum                                    |
| ---- | ------------------------------------ | ---------------------------------------- |
| 1983 | No controles                         | Olé Olé                                  |
| 1983 | Dame                                 | Olé Olé                                  |
| 1983 | Conspiración                         | Olé Olé                                  |
| 1983 | Conspiracy                           | Conspiracy - Single                      |
| 1983 | Carmen (Conspiracy)                  | Single solo                              |
| 1984 | Adrenalina                           | Olé Olé                                  |
| 1984 | Voy a mil                            | Voy a mil                                |
| 1985 | Caminemos                            | Voy a mil                                |
| 1985 | Lilí Marlén                          | Bailando sin salir de casa               |
| 1986 | Bailando sin salir de casa           | Bailando sin salir de casa               |
| 1986 | Déjame sola                          | Bailando sin salir de casa               |
| 1986 | Yo no me subo al coche de cualquiera | Bailando sin salir de casa               |
| 1987 | Sola (con un desconocido)            | Los caballeros las prefieren rubias      |
| 1987 | Yo soy infiel                        | Los caballeros las prefieren rubias      |
| 1988 | Secretos                             | Los caballeros las prefieren rubias      |
| 1988 | Supernatural                         | Cuatro hombres para Eva                  |
| 1988 | Vecina                               | Cuatro hombres para Eva                  |
| 1988 | Sólo es un viaje                     | Cuatro hombres para Eva                  |
| 1989 | Búscala                              | Cuatro hombres para Eva                  |
| 1990 | Soldados del amor                    | 1990                                     |
| 1990 | Con sólo una mirada                  | 1990                                     |
| 1990 | La chica yeyé                        | 1990                                     |
| 1991 | Te daré todo                         | 1990                                     |
| 1991 | Love crusaders                       | Olé Olé (1990 en inglés)                 |
| 1992 | No mueras posibilidad                | Al descubierto                           |
| 1992 | Volaba yo                            | Al descubierto                           |
| 1993 | Pero también te deseo                | Al descubierto                           |
| 1993 | Adiós                                | Al descubierto                           |
| 2007 | Amor de aire                         | Grandes éxitos y otras terapias de grupo |
| 2013 | Por ser tú                           | Single solo                              |
| 2016 | Voy a mil (con Münik)                | Sin control                              |
| 2017 | Supernatural / Déjame sola           | Olé Olé 2.0                              |
| 2017 | Víctimas del desamor                 | Single solo                              |
| 2017 | Bravo samurai                        | Single solo                              |

### Sencillos digitales
- 2013: Por ser tú
- 2017: Supernatural / Déjame sola
- 2017: Víctimas del desamor
- 2017: Bravo samurai

### Vídeos
- 1983: No controles
- 1983: Conspiración
- 1986: Lilí Marlén
- 1986: Bailando sin salir de casa
- 1987: Yo soy infiel
- 1990: Soldados del amor
- 1990: Con sólo una mirada
- 1992: No mueras posibilidad
- 1993: Adiós
- 2007: Amor de aire
- 2013: Por ser tú